# Oscar Gatto
Oscar Gatto (1. ledna 1985), Caselle di Altivole, Treviso) je italský profesionální cyklista.
Jeden z nejlepších amatérských cyklistů v roce 2006, kdy získal 13 vítězství.

## Nejlepší výsledky

### 2005
- 1. místo - Giro del Canavese
- 1. místo - 6. etapa Giro della Valle d'Aosta

### 2006
- 1. místo – Circuito di Paderno - G.P. Lavi
- 1. místo – Coppa Città di Rosà - Trofeo Pietro Bagnetto
- 1. místo – Circuito di Orsago
- 1. místo – La Bolghera
- 1. místo – Trofeo Mario Zanchi
- 1. místo – 6. etapa Giro delle Regioni
- 1. místo – Coppa Città di Asti
- 1. místo – GP di Roncolevà
- 1. místo – GP BCC Alta Padovana
- 1. místo – 4. etapa Giro del Veneto e delle Dolomiti
- 1. místo – Medaglia d'Oro Città di Villanova
- 1. místo – GP San Luigi di Sona
- 1. místo – Trofeo Comune di Acquanegra sul Chiese